# Caccobius rufipennis
Caccobius rufipennis är en skalbaggsart som beskrevs av Victor Ivanovitsch Motschulsky 1858. Caccobius rufipennis ingår i släktet Caccobius och familjen bladhorningar. Inga underarter finns listade.